# La Falda
La Falda är en ort i Argentina.   Den ligger i provinsen Córdoba, i den centrala delen av landet, 700 km nordväst om huvudstaden Buenos Aires. La Falda ligger 947 meter över havet och antalet invånare är 15 112.
Terrängen runt La Falda är huvudsakligen kuperad, men den allra närmaste omgivningen är platt. La Falda ligger nere i en dal som går i nord-sydlig riktning. Närmaste större samhälle är Cosquín, 17,5 km söder om La Falda.
Trakten runt La Falda består i huvudsak av gräsmarker. Runt La Falda är det ganska tätbefolkat, med 75 invånare per kvadratkilometer.